# 2 (маршрут метро, Нью-Йорк)
2 Seventh Avenue Express — маршрут Нью-Йоркского метрополитена, проходящий в Бронксе, Манхэттене и Бруклине. Маршрут проходит по линиям Уайт-Плейнс-роуд, Ай-ар-ти, Ленокс-авеню, Ай-ар-ти, Бродвея и Седьмой авеню, Ай-ар-ти, Истерн-Паркуэй, Ай-ар-ти, Ностранд-авеню, Ай-ар-ти, и Нью-Лотс, Ай-ар-ти. На картах, станциях, вагонах и т. д. он обозначается красным цветом, поскольку проходит по линии Бродвея и Седьмой авеню.
Маршрут 2 работает круглосуточно. Обычный маршрут работает между 241st Street в Бронксе и Brooklyn College — Flatbush Avenue в Бруклине. 2 работает локальным везде, кроме Манхэттена, за исключением поздней ночи, когда 2 останавливается на всех без исключения станциях. В будни, в часы пик в пиковом направлении, некоторые рейсы следуют до New Lots Avenue вместо Flatbush Avenue.

## История маршрута
10 июля 1905, открылось туннельное соединение между IRT Lenox Avenue Line и IRT White Plains Road Line (которое раннее обслуживалось Third Avenue El), которое соединило Бронкс и Манхэттен.
9 января 1908, открылось соединение IRT Lexington Avenue Line с Бруклином, через IRT Joralemon Street Tunnel. В это время, поезда шли от East 180th Street до Borough Hall. 1 мая направление было продлено до Nevins Street и Atlantic Avenue.
31 марта 1917, IRT White Plains Road Line была продлена до Nereid Avenue.
1 июля 1918, IRT Broadway — Seventh Avenue Line была полностью построена до сегодняшних размеров. 15 апреля 1919 года, было открыто соединение этой линии с Бруклином через Clark Street Tunnel.
Начиная с 19 декабря 1919, поезда шли до South Ferry с некоторыми пиковыми поездами до Atlantic Avenue. Спустя четыре года, эти поезда, действующие до Atlantic Avenue, начали ходить до Utica Avenue. А годом позже, эти поезда начали ходить ещё дальше, до New Lots Avenue.
Начиная с 5 сентября 1937, каждый пиковый поезд шёл до Flatbush Avenue.
В 1957 году, было построено соединение с IRT Dyre Avenue Line.
Начиная с 6 февраля 1959, поезда ходили между 241st Street и Flatbush Avenue круглосуточно кроме ночных часов, когда они начинали ходить между East 180th Street и New Lots Avenue.
Начиная с 16 апреля 1965, все поезда 2 маршрута ходили до New Lots Avenue круглосуточно.
10 июля 1983, поезда начали ходить между 241st Street и Flatbush Avenue круглосуточно, делая локальные остановки в Бронксе и Бруклине, и экспресс в Манхэттене.
С марта по октябрь 1998 года, IRT Lenox Avenue Line была восстановлена. В будни, 2 маршрут проходил через IRT Lexington Avenue Line, между 149th Street — Grand Concourse и Nevins Street из центра с 5:00 до 12:00 и в центр с 12:00 до 0:00.
В сентябре 1999, ночной экспресс в Манхэттене был прекращён, и теперь он локальный.
После 11 сентября 2001, 2 стал локальным в Манхэттене (3 шёл экспрессом до 14th Street). Обычный сервис был восстановлен 15 сентября 2002 года.

## Маршрут
Используемые пути в зависимости от дня недели и времени суток
| Уэйкфилд — 241-я улица | Сентрал-парк-Норт — 110-я улица     | локальные пути                                              | локальные пути | локальные пути |  |  |  |  |  |  |  |
| 96-я улица             | Чеймберс-стрит                      | экспресс-пути                                               | экспресс-пути  | локальные пути |  |  |  |  |  |  |  |
| Парк-Плейс             | Флатбуш-авеню — Бруклинский колледж | локальные пути                                              | локальные пути | локальные пути |  |  |  |  |  |  |  |
|                        |                                     |                                                             |                |                |  |  |  |  |  |  |  |
| Ностранд-авеню         | Нью-Лотс-авеню                      | локальные пути; только в пиковом направлении (часть рейсов) | —              | —              |  |  |  |  |  |  |  |

Схема маршрута
| Условные обозначения |
| для дней и часов работы маршрутов (более точно указано во всплывающих подсказках при этих обозначениях): |
| --- |
| круглосуточно круглосуточно, кроме ночи круглосуточно, кроме будней днём (либо часов пик) в пиковом направлении в будни днём (и, возможно, вечером) в будни круглосуточно в часы пик в будни днём (либо в часы пик) в пиковом направлении в будни днём (либо в часы пик) в направлении, обратном пиковому в выходные ночью ночью и в выходные (и, возможно, вечером) нет движения поездов |

|  |

| Уэйкфилд (Metro-North)[англ.] |

|  |

| 5 — в часы пик в пиковом направлении · 5 — в часы пик в пиковом направлении |

|  |
|  |
|  |

| 5 — в часы пик в пиковом направлении · 5 — в часы пик в пиковом направлении |
| Вудлон (Metro-North)[англ.]                                                 |

|  |

| 5 — в часы пик в пиковом направлении · 5 — в часы пик в пиковом направлении |

|  |

| 5 — в часы пик в пиковом направлении · 5 — в часы пик в пиковом направлении |

|  |
|  |
|  |

| 5 — в часы пик в пиковом направлении · 5 — в часы пик в пиковом направлении |
| Уильямс-Бридж (Metro-North)[англ.]                                          |

|  |

| 5 — в часы пик в пиковом направлении · 5 — в часы пик в пиковом направлении |

|  |

| 5 — в часы пик в пиковом направлении · 5 — в часы пик в пиковом направлении |

|  |

| 5 — в часы пик в пиковом направлении · 5 — в часы пик в пиковом направлении |

|  |

| 5 — в часы пик в пиковом направлении · 5 — в часы пик в пиковом направлении |

|  |

| 5 — круглосуточно · 5 — круглосуточно |

|  |

| 5 — круглосуточно, кроме часов пик в пиковом направлении и ночи · 5 — круглосуточно, кроме часов пик в пиковом направлении и ночи |

|  |

| 5 — круглосуточно, кроме часов пик в пиковом направлении и ночи · 5 — круглосуточно, кроме часов пик в пиковом направлении и ночи |

|  |

| 5 — круглосуточно, кроме часов пик в пиковом направлении и ночи · 5 — круглосуточно, кроме часов пик в пиковом направлении и ночи |

|  |

| 5 — круглосуточно, кроме часов пик в пиковом направлении и ночи · 5 — круглосуточно, кроме часов пик в пиковом направлении и ночи |

|  |

| 5 — круглосуточно, кроме часов пик в пиковом направлении и ночи · 5 — круглосуточно, кроме часов пик в пиковом направлении и ночи |

|  |

| 5 — круглосуточно, кроме часов пик в пиковом направлении и ночи · 5 — круглосуточно, кроме часов пик в пиковом направлении и ночи |

|  |

| 5 — круглосуточно, кроме часов пик в пиковом направлении и ночи · 5 — круглосуточно, кроме часов пик в пиковом направлении и ночи |

|  |

| 5 — круглосуточно, кроме ночи · 5 — круглосуточно, кроме ночи |

|  |
|  |
|  |

| 5 — круглосуточно, кроме ночи · 5 — круглосуточно, кроме ночи | на той же станции           |
| 4 — круглосуточно · 4 — круглосуточно                         | 149-я улица — Гранд-Конкорс |

|  |

| 3 — круглосуточно · 3 — круглосуточно |

|  |

| 3 — круглосуточно · 3 — круглосуточно |

|  |

| 3 — круглосуточно · 3 — круглосуточно |

|  |

| 3 — круглосуточно · 3 — круглосуточно |

|  |

| 1 — круглосуточно · 1 — круглосуточно · 3 — круглосуточно · 3 — круглосуточно |

|  |

| 1 — ночью · 1 — ночью |

|  |

| 1 — ночью · 1 — ночью |

|  |

| 1 — круглосуточно · 1 — круглосуточно · 3 — круглосуточно · 3 — круглосуточно |

|  |

| 1 — ночью · 1 — ночью |

|  |
|  |
|  |

| 1 — ночью · 1 — ночью                         | на той же станции           |
| A — ночью · A — ночью · D — ночью · D — ночью | 59-я улица — Колумбус-Серкл |

|  |

| 1 — ночью · 1 — ночью |

|  |
|  |
|  |
|  |
|  |
|  |
|  |
|  |
|  |

| 1 — круглосуточно · 1 — круглосуточно · 3 — круглосуточно · 3 — круглосуточно | на той же станции                            |
| 7 — круглосуточно · 7 — круглосуточно · <7> — в часы пик в пиковом направлении · <7> — в часы пик в пиковом направлении | Таймс-сквер                                  |
| A — круглосуточно · A — круглосуточно · C — круглосуточно, кроме ночи · C — круглосуточно, кроме ночи · E — круглосуточно · E — круглосуточно | 42-я улица — Автовокзал Портового управления |
| N — круглосуточно · N — круглосуточно · Q — круглосуточно · Q — круглосуточно · R — круглосуточно, кроме ночи · R — круглосуточно, кроме ночи · W — в будни днём и вечером до 23:00 · W — в будни днём и вечером до 23:00                                                                             | Таймс-сквер — 42-я улица                     |
| S (челнок 42-й улицы) — круглосуточно, кроме ночи · S (челнок 42-й улицы) — круглосуточно, кроме ночи | Таймс-сквер                                  |
| 7 — круглосуточно · 7 — круглосуточно · <7> — в часы пик в пиковом направлении · <7> — в часы пик в пиковом направлении | Пятая авеню                                  |
| B — в будни днём и вечером до 23:00 · B — в будни днём и вечером до 23:00 · D — круглосуточно · D — круглосуточно · F — круглосуточно · F — круглосуточно · <F> — в часы пик в пиковом направлении · <F> — в часы пик в пиковом направлении · M — в будни днём и вечером · M — в будни днём и вечером | 42-я улица — Брайант-парк                    |
| автовокзал Портового управления[англ.] |                                              |

|  |
|  |
|  |

| 1 — круглосуточно · 1 — круглосуточно · 3 — круглосуточно · 3 — круглосуточно |
| Пенсильванский вокзал                                                         |

|  |

| 1 — ночью · 1 — ночью |

|  |

| 1 — ночью · 1 — ночью |

|  |

| 1 — ночью · 1 — ночью |

|  |
|  |
|  |
|  |
|  |

| 1 — круглосуточно · 1 — круглосуточно · 3 — круглосуточно, кроме ночи · 3 — круглосуточно, кроме ночи                                                                             | на той же станции |
| F — круглосуточно · F — круглосуточно · <F> — в часы пик в пиковом направлении · <F> — в часы пик в пиковом направлении · M — в будни днём и вечером · M — в будни днём и вечером | 14-я улица        |
| L — круглосуточно · L — круглосуточно | Шестая авеню      |
| 14-я улица (PATH)[англ.] |                   |

|  |
|  |
|  |

| 1 — ночью · 1 — ночью         |
| Кристофер-стрит (PATH)[англ.] |

|  |

| 1 — ночью · 1 — ночью |

|  |

| 1 — ночью · 1 — ночью |

|  |

| 1 — ночью · 1 — ночью |

|  |

| 1 — круглосуточно · 1 — круглосуточно · 3 — круглосуточно, кроме ночи · 3 — круглосуточно, кроме ночи |

|  |
|  |
|  |
|  |
|  |

| 3 — круглосуточно, кроме ночи · 3 — круглосуточно, кроме ночи | на той же станции        |
| A — круглосуточно · A — круглосуточно · C — круглосуточно, кроме ночи · C — круглосуточно, кроме ночи                                                             | Чеймберс-стрит           |
| E — круглосуточно · E — круглосуточно | Всемирный торговый центр |
| N — ночью · N — ночью · R — круглосуточно, кроме ночи · R — круглосуточно, кроме ночи · W — в будни днём и вечером до 23:00 · W — в будни днём и вечером до 23:00 | Кортландт-стрит          |
| Всемирный торговый центр (PATH)[англ.] |                          |

|  |
|  |
|  |
|  |
|  |

| 3 — круглосуточно, кроме ночи · 3 — круглосуточно, кроме ночи                                                       | на той же станции |
| 4 — круглосуточно · 4 — круглосуточно · 5 — круглосуточно, кроме ночи · 5 — круглосуточно, кроме ночи               | Фултон-стрит      |
| A — круглосуточно · A — круглосуточно · C — круглосуточно, кроме ночи · C — круглосуточно, кроме ночи               | Фултон-стрит      |
| J — круглосуточно · J — круглосуточно · Z — в часы пик в пиковом направлении · Z — в часы пик в пиковом направлении | Фултон-стрит      |
| Всемирный торговый центр (PATH)[англ.]                                                                              |                   |

|  |

| 3 — круглосуточно, кроме ночи · 3 — круглосуточно, кроме ночи |

|  |

| 3 — круглосуточно, кроме ночи · 3 — круглосуточно, кроме ночи |

|  |
|  |
|  |

| 3 — круглосуточно, кроме ночи · 3 — круглосуточно, кроме ночи | на той же станции |
| 4 — круглосуточно · 4 — круглосуточно · 5 — в будни днём · 5 — в будни днём                                                                                           | Боро-холл         |
| N — ночью · N — ночью · R — круглосуточно · R — круглосуточно · W — часть рейсов в часы пик в пиковом направлении · W — часть рейсов в часы пик в пиковом направлении | Корт-стрит        |

|  |

| 3 — круглосуточно, кроме ночи · 3 — круглосуточно, кроме ночи |

|  |

| 3 — круглосуточно, кроме ночи · 3 — круглосуточно, кроме ночи · 4 — круглосуточно · 4 — круглосуточно · 5 — в будни днём · 5 — в будни днём |

|  |
|  |
|  |
|  |
|  |

| 3 — круглосуточно, кроме ночи · 3 — круглосуточно, кроме ночи · 4 — круглосуточно · 4 — круглосуточно · 5 — в будни днём · 5 — в будни днём                                                                                   | на той же станции               |
| B — в будни днём и вечером до 23:00 · B — в будни днём и вечером до 23:00 · Q — круглосуточно · Q — круглосуточно | Атлантик-авеню — Барклайс-центр |
| D — круглосуточно · D — круглосуточно · N — круглосуточно · N — круглосуточно · R — круглосуточно · R — круглосуточно · W — часть рейсов в часы пик в пиковом направлении · W — часть рейсов в часы пик в пиковом направлении | Атлантик-авеню — Барклайс-центр |
| вокзал Атлантик[англ.] |                                 |

|  |

| 3 — круглосуточно, кроме ночи · 3 — круглосуточно, кроме ночи · 4 — ночью · 4 — ночью |

|  |

| 3 — круглосуточно, кроме ночи · 3 — круглосуточно, кроме ночи · 4 — ночью · 4 — ночью |

|  |

| 3 — круглосуточно, кроме ночи · 3 — круглосуточно, кроме ночи · 4 — ночью · 4 — ночью |

|  |
|  |
|  |

| 3 — круглосуточно, кроме ночи · 3 — круглосуточно, кроме ночи · 4 — круглосуточно · 4 — круглосуточно · 5 — в будни днём · 5 — в будни днём | на той же станции |
| S (челнок Франклин-авеню) — круглосуточно · S (челнок Франклин-авеню) — круглосуточно                                                       | Ботанический сад  |

|  |

|  |

|  |

|  |

| 5 — в будни днём · 5 — в будни днём |

|  |

|  |

| 5 — в будни днём · 5 — в будни днём |

|  |

|  |

| 5 — в будни днём · 5 — в будни днём |

|  |

|  |

| 5 — в будни днём · 5 — в будни днём |

|  |

|  |

| 5 — в будни днём · 5 — в будни днём |

|  |

|  |

| 5 — в будни днём · 5 — в будни днём |

|  |

|  |

| 5 — в будни днём · 5 — в будни днём |

|  |

| 3 — в часы пик · 3 — в часы пик |

|  |

| 3 — в часы пик · 3 — в часы пик |

|  |

| 3 — в часы пик · 3 — в часы пик · 4 — в часы пик · 4 — в часы пик · 5 — часть рейсов в часы пик в пиковом направлении · 5 — часть рейсов в часы пик в пиковом направлении |

|  |

| 3 — в часы пик · 3 — в часы пик · 4 — часть рейсов в часы пик в пиковом направлении · 4 — часть рейсов в часы пик в пиковом направлении |

|  |

| 3 — в часы пик · 3 — в часы пик · 4 — часть рейсов в часы пик в пиковом направлении · 4 — часть рейсов в часы пик в пиковом направлении |

|  |

| 3 — в часы пик · 3 — в часы пик · 4 — часть рейсов в часы пик в пиковом направлении · 4 — часть рейсов в часы пик в пиковом направлении |

|  |
|  |
|  |

| 3 — в часы пик · 3 — в часы пик · 4 — часть рейсов в часы пик в пиковом направлении · 4 — часть рейсов в часы пик в пиковом направлении | на той же станции |
| L — в часы пик · L — в часы пик | Ливония-авеню     |

|  |

| 3 — в часы пик · 3 — в часы пик · 4 — часть рейсов в часы пик в пиковом направлении · 4 — часть рейсов в часы пик в пиковом направлении |

|  |

| 3 — в часы пик · 3 — в часы пик · 4 — часть рейсов в часы пик в пиковом направлении · 4 — часть рейсов в часы пик в пиковом направлении |

|  |

| 3 — в часы пик · 3 — в часы пик · 4 — часть рейсов в часы пик в пиковом направлении · 4 — часть рейсов в часы пик в пиковом направлении |